# Epizeuxis serralis
Epizeuxis serralis là một loài bướm đêm trong họ Noctuidae.